# Eritingis
Eritingis is een geslacht van wantsen uit de familie van de Tingidae (Netwantsen). Het geslacht werd voor het eerst wetenschappelijk beschreven door Drake & Ruhoff in 1962.

## Soorten
Het genus bevat de volgende soorten:

- Eritingis agyiates Drake & Ruhoff, 1962
- Eritingis amoena Drake & Ruhoff, 1962
- Eritingis aporema Drake & Ruhoff, 1962
- Eritingis exalla (Drake, 1961)
- Eritingis hylaea Drake & Ruhoff, 1962
- Eritingis koebeli (Drake, 1944)
- Eritingis nostratis (Drake, 1944)
- Eritingis pacifica (Kirkaldy, 1908)
- Eritingis recens (Drake & Poor, 1937)
- Eritingis recentis (Drake & Poor, 1937)
- Eritingis trivirgata (Horváth, 1925)
- Eritingis violina Drake & Ruhoff, 1962